# 2,3,7,8-四氯二苯并对二𫫇英
2,3,7,8-四氯二苯并对二𫫇英（英語：2,3,7,8-tetrachlorodibenzo-p-dioxin，简稱2,3,7,8-TCDD），简称四氯双苯二𫫇英，是類戴奧辛物質中被認為毒性最強的一种，因此大部分的動物實驗研究皆使用TCDD做為檢測二噁英類化合物毒性的標準，其餘的二噁英類化合物對人類的影響則尚待確認。二噁英類化合物具有脂溶性，因此容易進行生物累積作用。以TCDD為例，對哺乳類動物的研究指出雖然存在致死劑量，但不同物種之間可忍受的劑量差異頗大。

## 毒理
二噁英是一種細胞毒。以TCDD為例，其進入人體後將誘導δ-氨基乙醯丙酸合酶的產生，此酶為血紅素合成的限速酶。過多的ALAS會破壞細胞組織，並可能表現出類似卟啉症的病徵。二噁英可以誘導淋巴細胞凋亡，抑制殺傷性T細胞（cytotoxic T cell,Tc或CTL）的產生並促進免疫抑制因子的高度表達，引起免疫系統調節功能障礙。二噁英亦能侵入DNA分子，誘發突變，由此而具有致畸與致癌作用。二噁英在體內不易代謝，可隨排泄物進入環境。
另外，TCDD雖不具有直接的致突變性與基因毒性，但是卻可能透過間接的生理途徑而致癌。由於尚未出現人類因二噁英類化合物急性致死的案例，因此推斷人類接觸的二噁英濃度相對來說為較低劑量，但仍有可能經由生物累積而出現慢性症狀。這種情況下，經由動物實驗與臨床病例推論出的TCDD對人類的健康風險主要有：
- 氯痤瘡。這是目前唯一可確認且有臨床病例的、人體積存高濃度的二噁英而引發的現象。[9]
- 癌症。動物實驗顯示TCDD對某些種動物具有高度致癌性，但是要超過某一門檻劑量才會發生。對人類的致癌性目前尚在研究中，不過塞維索事件後的臨床案例顯示高濃度TCDD可能會稍稍增加多發性骨髓瘤與白血病的發生機率。[10]
- 其他在動物實驗中出現的生理症狀包括免疫功能下降、腎功能下降、牙齒發育受阻等等。其中牙齒發育的問題也在塞維索事件中出現病例[11]。另外根據塞維索事件的研究，TCDD尚可能與糖尿病、子宮內膜異位、內分泌失調等有關。[12]

## 軍事用途
斯德哥爾摩國際和平研究所在《化學、生物戰問題》中將二噁英視為一種潛在的軍用毒劑，部分原因如下：
- 毒性：大多數二噁英類化合物對哺乳動物具有高毒性。以大白鼠為材料的實驗表明，TCDD的毒性與沙林相近[LD50（TCDD）:0.447mg/ LD50（Sarin）:0.55mg]。
- 診療：病程長，所造成的傷害長期不癒，且無特效藥物。
- 持久性：性質高度穩定，洗消困難，可長期染毒。
- 施放：可形成氣溶膠，使用方便。
- 原料：來源廣泛，但目前產率尚低。

## 另見
- 毒性當量因子（英语：Toxic equivalency factor）

## 外部連結
- U.S. National Library of Medicine: Hazardous Substances Databank – 2,3,7,8-Tetrachlorodibenzodioxin（页面存档备份，存于）
- Dioxin synopsis
- Dioxins（页面存档备份，存于）
- CDC - NIOSH Pocket Guide to Chemical Hazards（页面存档备份，存于）